# Bo Diddley (노래)
〈Bo Diddley〉는 보 디들리가 시카코 유니버셜 레코딩 스튜디오에서 녹음한 리듬 앤 블루스 및 로큰롤 노래다. 1955년 체스 레코드의 자회사 체커 레코드에서 발매했다. 나온 즉시 히트 싱글이 되었고 R&B 차트에서 통산 18주 머물렀다. 이 중 2주는 1위를 달성했으며, 차트에서 뒷면 〈I'm a Man〉 보다 7주간 더 머물렀다. 이 노래는 두들기는 주바 비트가 사용된, 아프리카 리듬이 로큰롤에 적용된 최초의 사례다. 보 디들리가 처음으로 한 녹음이자 그의 첫 히트 싱글이었다. 노래는 《His Best》 등 디들리의 컴필레이션 음반에 자주 수록된다.
2012년 A면 B면 모두 미의회도서관 국립 녹음 등재 목록에 "문화적, 역사적, 또는 미학적 중요성"이 있는 미국 음향 녹음으로 인정되어 등록되었다.

## 노래
노래는 리듬 면에서 햄본과 비슷하다. 햄본은 춤 기교로 몸의 여러 부위를 두들겨 리듬과 음악을 창조하는 것이다. 가사 면에서는 전통 자장가 〈Hush Little Baby〉와 비슷하다. 디들리가 곡을 시작할 때, 그의 전기 기타는 두들기는 주바를 증폭하고 백업 뮤지션들은 마라카스와 드럼으로 리듬을 통합시킨다. 이러한 아프리카 리듬과 신성한 기타 코드의 조합은, 진정한 혁신으로 종종 보 디들리 비트로 일컬어진다. 보 디들리는 처음에 〈Uncle John〉으로 제목을 정했지만 녹음하기 전에 자신의 별명 보 디들리(Bo Diddly)를 차용했고, 곡에서는 "e"가 추가된 형태이며 이 이름은 곧 체스 형제에 의해 직업 이름으로 정착되었다.

## 곡 목록

### US 7"/10" Single
Side one
1. "Bo Diddley"

Side two
1. "I'm a Man"

### UK 7" EP
Side one
1. "Bo Diddley"
2. "I'm a Man"

Side two
1. "Diddley Daddy"
2. "She's Fine, She's Mine"

### UK 7" Single
Side one
1. "Bo Diddley"

Side two
1. "Detour"

## 반응
《빌보드》지가 〈Bo Diddley〉의 발매를 공시한지 3주 뒤인 1955년 4월 30일, 본지는 조 리에스 오케스트라와 더 다니닝스 시스터스의 진 다이닝에 의한 두 개의 리메이크 곡을 발표했다. 더 하모니캐츠는 몇 주 뒤에 기악곡 버전을 발표했다. 《빌보드》에 따르면 〈Bo Diddley〉는 1955년 통산 17번째로 가장 많이 팔린 R&B 음반이다.

## 유산 및 수상
이 싱글은 올뮤직 평론가 리치 언터베르거에게 "양면의 괴물"이라는 평가를 얻었다. 〈Bo Diddley〉는 트레몰로 기타 열풍을 불러일으켜, 아동 성가에 쓰이기 시작했다. 〈I'm a Man〉은 덜컹거리고 삐걱거리는 셔플이 강력한 블루스 리프와 만나 곡 전체에서 이리저리 움직이는 모양을 한다. 결과적으로 곡은 새로운 유형의 기타 기반의, 블루스 및 R&B에 흠뻑 젖은 로큰롤을 탄생시켰다. 곡은 《롤링 스톤》 "역대 가장 위대한 500곡"에서 62위로 선출되었다. 또한 로큰롤 명예의 전당 "로큰롤을 형성한 노래 500곡" 가운데 하나다. 1988년 그래미 명예의 전당상을 수여받았다.